# Bouquet (hololive IDOL PROJECTのアルバム)
『Bouquet』（ブーケ）は、日本の女性バーチャルYouTuberグループ「ホロライブ」によるユニット・hololive IDOL PROJECTのアルバム。同グループが所属するバーチャルYouTuber事務所・ホロライブプロダクションを運営するCover Corp.から2021年4月21日に発売された。ホロライブとしては初となる全国流通アルバムで、2021年2月17日に開催されたhololive IDOL PROJECTのライブ「hololive IDOL PROJECT 1st Live.『Bloom,』」にて発売が発表された。

## 制作
本アルバムに収録されている「Floral Circlet」シリーズの楽曲は、総合制作会社・アップドリームおよび音楽クリエイターチーム・Arte Refactが制作のプロデュースを務めた。楽曲制作には、ホロライブの所属タレントの個性を尊重し、複数の作家が書いたデモ音源の中から「hololive IDOL PROJECT」に合うものを見つけてアレンジする方法が採用された。楽曲制作のために集められたデモ音源の数は、1つの楽曲につきおよそ50曲から80曲にのぼった。

## カバーアート
カバーアートは、本アルバム（CD版）の収録曲の歌唱を担当したホロライブの所属タレント・ロボ子さん、さくらみこ、夜空メル、白上フブキ、夏色まつり、アキ・ローゼンタール、湊あくあ、紫咲シオン、百鬼あやめ、癒月ちょこ、大空スバル、大神ミオ、兎田ぺこら、潤羽るしあ、不知火フレア、白銀ノエル、宝鐘マリン、天音かなた、常闇トワ、雪花ラミィ、桃鈴ねね、獅白ぼたん、尾丸ポルカが集合したイラストとなっている。

## チャート成績
初週14,637枚として、オリコンチャートによる2023年05月03日付の週間 合算アルバムランキング、週間 アルバムランキング、週間 デジタルアルバムランキングにて4位、週間 アニメアルバムランキングにて2位を記録した。また、初週12,373枚として、Billboard JAPANによる2023年4月28日公開のBillboard Japan Hot Albumsにて4位、Billboard Japan Top Albums Salesにて3位、Billboard Japan Download Albumsにて5位を記録した。

## 収録曲
1から9は「Floral Circlet」シリーズの楽曲、10は「hololive IDOL PROJECT 1st Live.『Bloom,』」にて初めて披露された楽曲、11は本アルバムの発売まで未公開だった楽曲、12から14は音楽配信版のみに収録されている、「Floral Circlet」シリーズ以前に配信された楽曲である。
1. Dreaming Days [4:02]
作詞：本多友紀（Arte Refact）、作曲・編曲：本多友紀・酒井拓也（Arte Refact）、歌：白上フブキ、夏色まつり、紫咲シオン、百鬼あやめ、癒月ちょこ、大空スバル、兎田ぺこら、宝鐘マリン、天音かなた
2. BLUE CLAPPER [4:08]
作詞・作曲・編曲：PandaBoY、歌：雪花ラミィ、桃鈴ねね、獅白ぼたん、尾丸ポルカ
3. 至上主義アドトラック [4:05]
作詞：はる、作曲・編曲：如月結愛、歌：夏色まつり、大神ミオ、不知火フレア
4. STARDUST SONG [3:42]
作詞：ricono、作曲・編曲：酒井拓也（Arte Refact）、歌：不知火フレア、天音かなた、常闇トワ
5. 百花繚乱花吹雪 [3:42]
作詞・作曲：武田将弥（Dream Monster）、編曲：高木龍一・武田将弥（Dream Monster）、歌：白上フブキ、百鬼あやめ、大神ミオ
6. でいり～だいあり～！ [3:15]
作詞：松井洋平、作曲：本多友紀（Arte Refact）、編曲：酒井拓也（Arte Refact）、歌：夏色まつり、大空スバル、さくらみこ、白銀ノエル、宝鐘マリン
7. 今宵はHalloween Night! [3:41]
作詞・作曲：山本恭平（Arte Refact）、編曲：河合泰志（Arte Refact）、歌：夜空メル、紫咲シオン、癒月ちょこ、潤羽るしあ
8. Suspect [4:24]
作詞・作曲・編曲：Kyota.、歌：ロボ子さん、アキ・ローゼンタール、百鬼あやめ
9. Candy-Go-Round [4:00]
作詞：高瀬愛虹、作曲：Devin Kinoshita、編曲：河合泰志（Arte Refact）、歌：ロボ子さん、夜空メル、アキ・ローゼンタール、湊あくあ、不知火フレア
10. あすいろClearSky [4:38]
作詞・作曲：森本練、編曲：脇眞富（Arte Refact）、歌：ロボ子さん、夜空メル、アキ・ローゼンタール、夏色まつり、湊あくあ、大神ミオ、さくらみこ、不知火フレア、常闇トワ
11. 大切フォトグラフ [4:12]
作詞：森本練、作曲・編曲：伊藤和馬（Arte Refact）、歌：白上フブキ、湊あくあ、宝鐘マリン、天音かなた、桃鈴ねね、Bass：小林修己、All Other Instruments & Programming：伊藤和馬（Arte Refact）、Chorus：ricono、Recording & Mixing Engineer：菊池司（Arte Refact）
12. Shiny Smily Story [4:12]
作詞：金丸佳史（onetrap）、作曲・編曲：中野領太（onetrap）、歌：ときのそら、ロボ子さん、さくらみこ、夜空メル、アキ・ローゼンタール、赤井はあと、白上フブキ、夏色まつり、湊あくあ、紫咲シオン、百鬼あやめ、癒月ちょこ、大空スバル、大神ミオ、猫又おかゆ、戌神ころね
13. 夢見る空へ [3:57]
作詞・作曲・編曲：永塚健登、歌：夜空メル、白上フブキ、アキ・ローゼンタール、夏色まつり、赤井はあと
14. キラメキライダー☆ [4:47]
作詞：辻純更、作曲・編曲：石濱翔（MONACA）、歌：ときのそら、ロボ子さん、白上フブキ、湊あくあ、白銀ノエル

## タイアップ
- D4DJ Groovy Mix - 本アルバム（CD版）の収録曲全11曲が原曲で実装された[12]。

## Bouquet（Midnight ver.）
『Bouquet（Midnight ver.）』は、2021年5月7日に配信された、『Bouquet』のLo-Fi・チルアウト風リミックス・アルバム。
| #         | タイトル                                  | 作詞  | 作曲・編曲 | 時間 |
| --------- | ----------------------------------------- | ----- | ---------- | ---- |
| 1.        | 「Dreaming Days」(Midnight ver.)          |       |            | 4:58 |
| 2.        | 「BLUE CLAPPER」(Midnight ver.)           |       |            | 6:23 |
| 3.        | 「至上主義アドトラック」(Midnight ver.)   |       |            | 7:25 |
| 4.        | 「STARDUST SONG」(Midnight ver.)          |       |            | 6:01 |
| 5.        | 「百花繚乱花吹雪」(Midnight ver.)         |       |            | 4:14 |
| 6.        | 「でいり～だいあり～！」(Midnight ver.)   |       |            | 6:37 |
| 7.        | 「今宵はHalloween Night!」(Midnight ver.) |       |            | 5:24 |
| 8.        | 「Suspect」(Midnight ver.)                |       |            | 7:02 |
| 9.        | 「Candy-Go-Round」(Midnight ver.)         |       |            | 6:27 |
| 10.       | 「あすいろClearSky」(Midnight ver.)       |       |            | 6:08 |
| 11.       | 「大切フォトグラフ」(Midnight ver.)       |       |            | 5:27 |
| 12.       | 「Shiny Smily Story」(Midnight ver.)      |       |            | 8:27 |
| 13.       | 「夢見る空へ」(Midnight ver.)             |       |            | 6:38 |
| 14.       | 「キラメキライダー☆」(Midnight ver.)      |       |            | 6:08 |
| 合計時間: | 合計時間:                                 | 87:19 |            |      |

## 関連書籍
- シンコーミュージック スコア編集部『ピアノ・ソロ hololive Song Collection』シンコーミュージック・エンタテイメント、2021年4月28日発売[14]、ISBN 978-4-401-03948-7
  - ホロライブとしては初となる、オフィシャル・ピアノ・ソロ曲集[14]。『Bouquet』（音楽配信版）の収録曲に、ホロライブの所属タレントのソロ楽曲「Say!ファンファーレ!」「#あくあ色ぱれっと」「Palette」およびファンメイド楽曲「どーっちどっちの歌」を加えた18曲の楽譜が収録されている[14]。「どーっちどっちの歌」の楽譜は、メロディー譜とピアノ伴奏譜の形態となっている[14]。カバーアートは、『Bouquet』と同一である[14]。